# Fale alfa

Fale alfa zarejestrowane za pomocą EEG

Fale alfa (fale Bergera) – fale elektromagnetyczne w zakresie częstotliwości 7,5–13 Hz generowane przez mózg człowieka. Są efektem synchronicznej i spójnej aktywności elektrycznej komórek rozrusznikowych wzgórza. Znane też jako fale Bergera, na cześć twórcy EEG, Hansa Bergera.
Fale alfa są jednym z rodzajów fal mózgowych, które można wykryć za pomocą elektroencefalografii (EEG) lub magnetoencefalografii (MEG). Stwierdzono, że pochodzą głównie z płatów potylicznych. Można je zarejestrować w stanie czuwania, u zrelaksowanej osoby z zamkniętymi oczami. Ich amplituda wynosi 10–100 μV. Pojawiają się dopiero po trzecim roku życia.